# Wa (Ghana)
Pour les articles homonymes, voir Wa.
Wa est une ville du Ghana. En 2012, sa population s’élevait à 102 446 habitants.
La cathédrale Saint-André est le siège du diocèse catholique de Wa et le chef-lieu de la région du Haut Ghana occidental.